# トム・ドゥーリー

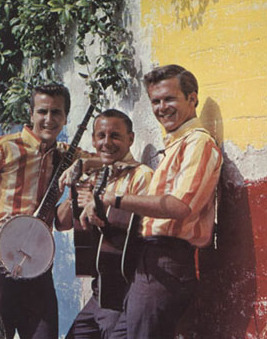
キングストン・トリオ（1963年）

「トム・ドゥーリー」（英語: Tom Dooley）は19世紀後半実際に起こった殺人事件とその裁判の結果犯人とされて絞首刑になったトム・ドゥーラに関するアメリカ合衆国ノースカロライナ州のフォークソングで、1958年にキングストン・トリオ（The Kingston Trio）が歌ったものがアメリカだけでなく世界的にも流行った。

## 事件とその裁判
1866年アメリカ合衆国ノースカロライナ州でローラ・フォスター（Laura Foster）が殺されて、その愛人で南北戦争の元アメリカ連合国軍人のトム・ドゥーラ（Tom Dula）が犯人とされて、裁判の結果1868年に絞首刑になった。ローラはナイフで数回刺されて殺されており、その残忍さからと、この事件は新聞が広く報じたので、世間の注目を集めた。
ローラのいとこのアン・フォスター・メルトンはドゥーラが12歳の時からの愛人で、戦争が終わってジェームズ・メルトンと結婚しているにもかかわらず、彼との関係を続けた。ハンサムなトムはアンだけでなく、ローラとも、また彼らのいとこのポリーン・フォスターとも関係を続けた。ポリーンの証言でローラの死体が見つかり、トムとアンが殺人を疑われた。アンはこの事件に関係なかったというトムの証言もあり、無罪になっている。
トムの裁判はウィルクス郡からステイツビルへ移して行われて、彼は有罪となり、絞首刑になった。しかし、絞首刑の直前にトムは「私の手はローラを殺してないが、私は死に値する。」といったと大々的に伝えられて、殺人者はアンで、トムはアンをかばったのだろうという憶測が生まれた。
トムの死刑直後、『ニューヨーク・タイムズ』紙やゼブロン・バンス州知事がトムの有罪に疑問を呈して、この事件は注目を集めた。なお、2001年になって、ウィルクス郡の市民たちの請求でローラ・フォスター殺人事件の再審がおこなわれて、トム・ドゥーラの殺人容疑はすべて棄却されている。

## 歌
事件後にトマス・ランド（Thomas C. Land）が
Hang down your head, Tom Dooley,

Hang down your head and cry.
で始まる詩を書いて、「トム・ドゥーリー」の歌ができた。アパラチア山脈地方の方言（Appalachian English）では単語の最後のaはiのように発音されるので 、「Tom Dula」が「Tom Dooley」になって、おもにノースカロライナ州西部で歌われてきた。
この歌は何人かがレコード化しているが、1958年2月にキャピトル・レコードでキングストン・トリオが録音したアルバムはまあまあの売れ行きであった。始めソルトレイクシティで評判になり、その後全米のディスクジョッキーが取り上げるようになり、8月にシングル盤が売り出されて、12月までにはミリオンセラーになっている。ビルボードとビルボード「R&B」の第1位、キャッシュボックスの「カントリー・ミュージック」トップ20になった。

## 最近の研究
この事件と歌については現在も様々な研究が続けられている。